# Citranaxanthine
La citranaxanthine est un pigment xanthophylle de formule C33H44O utilisé en tant que colorant alimentaire sous le numéro E161i.
La citranaxanthine est présente dans la nature, mais elle est généralement obtenue par synthèse.